# Heiligenstedtenerkamp
Heiligenstedtenerkamp er en by og kommune i det nordlige Tyskland, beliggende i Amt Itzehoe-Land under Kreis Steinburg. Kreis Steinburg ligger i den sydvestlige del af delstaten Slesvig-Holsten. Kommunens navn er, med 21 bogstaver, det længste tyske stednavn i ét ord.

## Geografi
Heiligenstedtenerkamp ligger lige sydvest for Itzehoe.
Øst for kommunen ligger Itzehobydelen Wellenkamp, mod syd ligger Kremperheide, mod vest Hodorf og mod nordvest Heiligenstedten.
Motorvejen A23 og Bundesstraße 5 ligger indenfor 5 kilometers afstand.